# Blurt

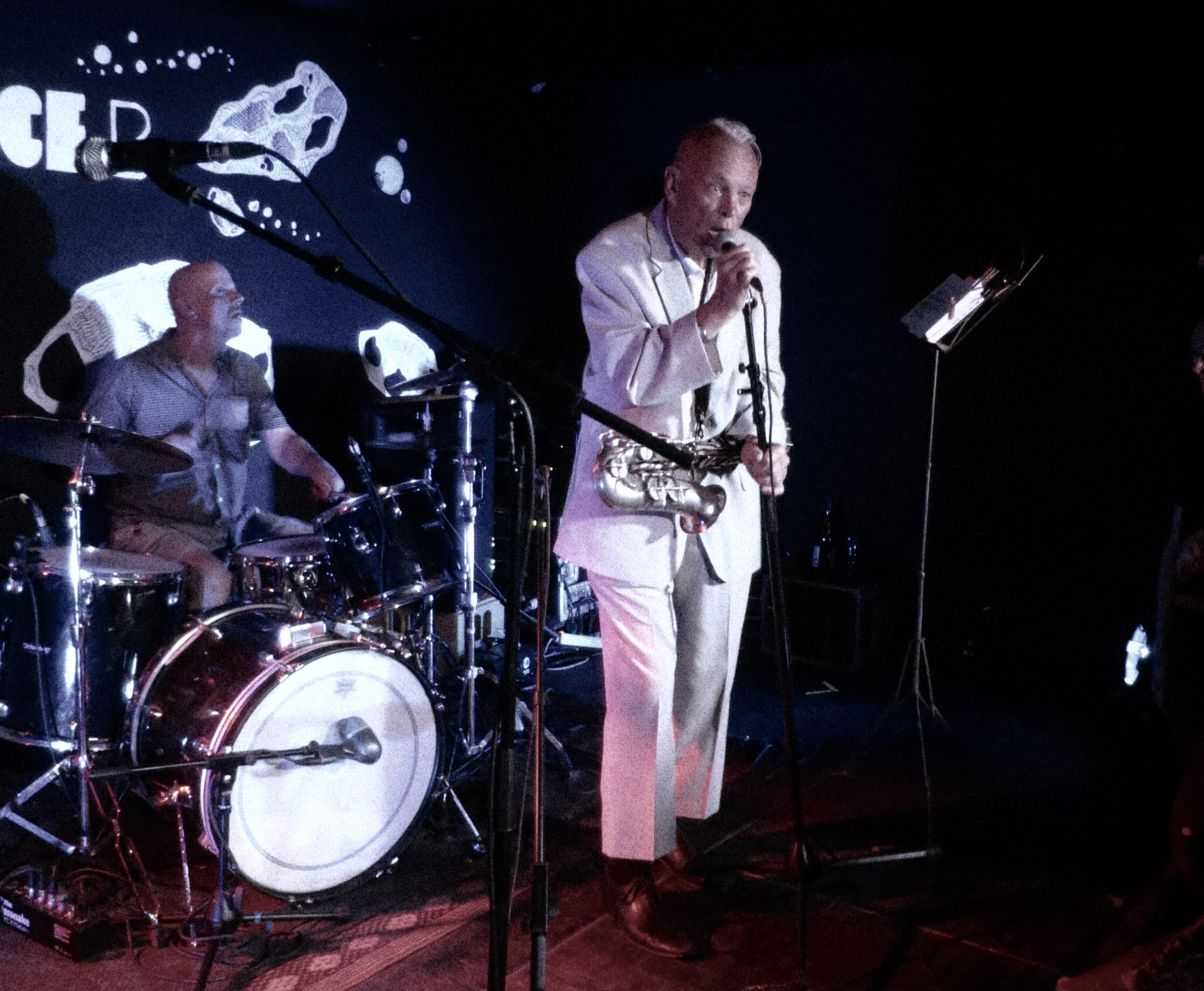
Blurt (2017)

Blurt ist eine Band, die 1979 vom britischen Saxophonisten, Poeten und Puppenspieler Ted Milton (geb. 1943) gegründet wurde.
Teilweise war die Band auch in größeren Besetzungen aktiv. Bis heute hat Blurt über 30 LPs veröffentlicht und gibt noch immer Konzerte.
Die CD The Best of Blurt, Vol 1 (2003) wurde von der britischen Tageszeitung The Guardian 2007 in die Liste 1000 albums to hear before you die aufgenommen.

## Stil
Milton hat mit seiner Mischung aus expressivem Saxophonspiel, dadaistischen Texten und einer Punk-inspirierten minimalistischen, harten und schnellen Begleitung durch Schlagzeug und Gitarre einen Stil geprägt, den er als Jazz-Punk bezeichnete.

## Diskografie
Studioalben
- 1982: Blurt (Red Flame)
- 1985: Friday the 12th (Another Side)
- 1986: Poppycock (Toeblock)
- 1987: Smoke Time (Toeblock)
- 1989: The Kenny Rogers Greatest Hit (V.I.S.A.)
- 1989: Kenny Rogers' Greatest Hit (Take 2) (Toeblock)
- 1992: Pagan Strings (Toeblock)
- 1998: Celebrating the Bespoke Cell of Little Ease (Bahia Music)
- 2010: Cut It! (LTM)
- 2015: Beneath Discordant Skies (Metadrone Records)

Livealben
- 2017: Live At Oto
- 2023: At Tilos, Budapest
- 2024: My Mother Was A Friend Of An Enemy Of The People [Live]

EPs
- 1984: White Line Fever (Another Side)
- 1988: The Body That They Built (Toeblock)